# Cornelis de Meyer
Cornelis de Meyer was een Mechels koopman en pionier in de handel met Noord-Rusland.
De handel op Rusland werd tot het midden van de 16e eeuw gecontroleerd door de Russische Hanzesteden Narva, Riga, Reval en Novgorod. Om aan deze greep te ontkomen werden door de Engelsen en door de Nederlanders pogingen ondernomen om via de Noordkaap nieuwe handelscontacten te zoeken.
Samen met Jan van Reyden richtte Cornelis de Meyer in 1563 een compagnie op voor de handel voorbij de Noordkaap. In 1565 namen ook Johan de Heere, Philips Dausi, Johan Westerman (burgemeester van Enkhuizen) en zijn zoon Willem Westerman deel in de compagnie. Een van zijn functionarissen en initiator van de compagnie was Philips Winterkoning. De belangrijkste goederen die er in aanvang werden gekocht waren stokvis, traan, zalm en bont. Later werd daar was, vlas en leer aan toegevoegd.
De compagnie, opgericht in 1563 zond jaarlijks een schip uit naar Vardøhus in Noorwegen, maar toen nog Deens gebied. Er werd gehandeld met Russische monniken uit Petsjenga. In 1565 zond de compagnie zelfs drie schepen uit. In 1566 probeerde Philips Winterkoning met drie landgenoten verder te reizen om het hof van de tsaar te bereiken, maar hij werd onderweg overvallen en gedood. Cornelis de Meyer reisde in 1567 naar Kola om verhaal te halen. Daar werd hij doorverwezen naar Moskou. Hij werd echter in Novgorod tegengehouden, omdat de gouverneur van Novgorod was omgekocht door de Engelsen van de Muscovy Company, die hun monopolie op de handel met Sint Nicolas (een Russische stad nabij het huidige Archangelsk) niet wilden verliezen.
Terug in Petsjenga trof De Meyer (1568) Simon van Salingen, de boekhouder van de compagnie, en tezamen deden zij een tweede poging. Vermomd als Russen bereikten zij dit keer wel Moskou. Daar ontmoetten ze een bekende, Stefan Tverdikov, de voormalige Russische handelsafgevaardigde in Antwerpen. Deze raadde hun vanwege binnenlandse onlusten af de tsaar te bezoeken: zonder officiële papieren en in vermomming zouden ze zeker voor spionnen worden aangezien. Hierna keerde De Meyer samen met de Leuvense dokter Adriaen Blocken via Narva naar de Nederlanden terug.
Cornelis de Meyer was een van de ondertekenaars van de petitie van Antwerpse kooplieden, die bezwaar maakten tegen de beperking dat ze alleen mochten handelen met de burgers van Hanzesteden.